# Кити Хоук
Кити Хоук е американски град в окръг Деър, Северна Каролина. Населението му е 3272 души по време на преброяването през 2010 г.

## История
Кити Хоук става световноизвестно с направения от братя Райт първи полет със самолет на възвишенията Кил Девъл, които се намират на четири мили южно от града. След полета братята изпращат телеграма от синоптичната служба на баща си, за да се похвалят.

## География
Кити Хоук се намира на 36° с. ш. 75° з. д. / 36.1° с. ш. 75.7° з. д. на 2 м надморско равнище.